# Paratarsotomus macropalpis
Paratarsotomus macropalpis (лат.) — вид клещей семейства Anystidae.
Вид является эндемиком Южной Калифорнии и, как правило, встречается по обочинам дорог, на тротуарах и в скалистых районах. Ранее классифицировался как принадлежащий к роду Tarsotomus, однако в 1999 году, наряду с четырьмя другими видами, был отнесён к роду Paratarsotomus. Был зафиксирован, как самое быстрое в мире животное по отношению к длине тела.
Сопоставимый по размеру с семенем кунжута, клещ перемещается со скоростью 322 длин тела в секунду. Это намного превышает предыдущего рекордсмена, австралийского жука Cicindela eburneola, самого быстрого насекомого в мире по сравнению с размером тела, скорость которого составляет 1,86 метра в секунду или 171 длин тела в секунду. Гепард, самое быстрое сухопутное животное, передвигающееся со скоростью 103 км/ч, что составляет только 16 длин тела в секунду.
Высокоскоростная съёмка была использована для записи скорости клеща, как в естественных условиях, так и в лаборатории. Эквивалент скорости для человека составляет 2092 км/ч.
Кроме необычно большой скорости клещей, исследователи с удивлением обнаружили, что клещи передвигаются с той же скоростью по бетону разогретому до 60 ° C, температуры, намного выше допустимой границы выживания для большинства видов животных. Кроме того, клещи способны очень быстро останавливаться и менять направление.
Открытие раздвигает границы того, что известно о физиологии движения животных и ограничениях на скорость живых структур. Это открытие, по мнению исследовательской группы, как открытие новых возможностей в дизайне роботов и в биомиметики.